# Vallée d'Egüés
La Vallée d'Egüés (anciennement Egüés, Valle de Egüés en castillan ou Eguesibar en basque) est une municipalité de la communauté forale de Navarre, dans le Nord de l'Espagne.
Elle est située dans la zone linguistique mixte de la province, à 8,9 km de sa capitale, Pampelune. Elle fait partie de l'aire métropolitaine de cette ville. 
Elle est constituée des concejos : Alzuza, Ardanaz, Azpa, Badostáin, Egüés, Elcano, Elía, Ibiricu, Olaz et Sagaseta et des hameaux : Echálaz, Egulbati, Eransus, Gorráiz, Ustárroz et Sarriguren.

## Démographie
| Évolution démographique                               | Évolution démographique | Évolution démographique | Évolution démographique | Évolution démographique | Évolution démographique | Évolution démographique | Évolution démographique | Évolution démographique | Évolution démographique | Évolution démographique | Évolution démographique |
| 1900                                                  | 1910                    | 1920                    | 1930                    | 1940                    | 1950                    | 1960                    | 1970                    | 1981                    | 1991                    | 2001                    | 2011                    |
| ----------------------------------------------------- | ----------------------- | ----------------------- | ----------------------- | ----------------------- | ----------------------- | ----------------------- | ----------------------- | ----------------------- | ----------------------- | ----------------------- | ----------------------- |
| 1 725                                                 | 1 868                   | 2 026                   | 2 019                   | 2 095                   | 2 534                   | 4 037                   | 949                     | 978                     | 1 125                   | 3 413                   | 16 222                  |
| Sources: Egüés et Instituto de estadística de Navarra |                         |                         |                         |                         |                         |                         |                         |                         |                         |                         |                         |

## Transports en commun
Les lignes  18 20 23 N10 de Eskualdeko Hiri Garraioa desservent Sarriguren.

Les lignes  20 23 N5 de Eskualdeko Hiri Garraioa desservent Olatz.

Les lignes  20 N5 de Eskualdeko Hiri Garraioa desservent Gorraitz.

### Sources
- (es) Cet article est partiellement ou en totalité issu de l’article de Wikipédia en espagnol intitulé « Egüés » (voir la liste des auteurs).